# Ptiloprora
Ptiloprora és un gènere d'ocells de la família dels melifàgids (Meliphagidae). Totes les espècies són endèmiques de Nova Guinea.

## Taxonomia
Segons la Classificació del Congrés Ornitològic Internacional (versió 15.1, 2025) aquest gènere està format per 6 espècies:
- Ptiloprora plumbea - menjamel plumbi.
- Ptiloprora meekiana - menjamel de Meek.
- Ptiloprora erythropleura - menjamel de flancs rogencs.
- Ptiloprora guisei - menjamel dorsi-rogenc.
- Ptiloprora mayri - menjamel de Mayr.
- Ptiloprora perstriata - menjamel estriat.